# قطعنامه ۹۲۷ شورای امنیت
قطعنامه  ۹۲۷ شورای امنیت سازمان ملل متحد که در تاریخ ۱۵ ژوئن ۱۹۹۴ تصویب شد، سندی بین‌المللی دربارهٔ قبرس است. این قطعنامه طی نشست ۳۳۹۰ام با ۱۵ رای موافق، ۰ مخالف و ۰ ممتنع تصویب شد.